# Cistična ehinokokoza
 Cistična ehinokokoza ili humana cistična ehinokokoza je parazitska bolest izazvana pantljičarom (latinski — echinococcus granulosus) iz Ehinokokus (Echinococcus) vrste. Ona je jedna od dve osnovne vrste ehinokokozne bolesti u humanoj populaciji, koje se mogu javiti kao: cistična ehinokokoza i alveolarna ehinokokoza. Međutim postoje i ređi oblici ehinokokoze kao što su: policistična ehinokokoza (polycystic echinococcosis) i unicistična ehinokokoza (unicystic echinococcosis).
Bolest često počinje bez kliničkih simptoma i znakova, jer ima osobine sporo rastućeg tumora, i zato je dugo asimptomatska i dijagnostikuje se slučajno ili tek nakon godinu, ali i više dana. Klinički se manifestuje stvaranjem unilokularnih cista, najčešće u jetri i plućima, te simptomima i znacima bolesti tih organa. Kada je jetra zahvaćena, osoba može imati stomačni bol, gubitak težine, i postati žuta. Plućna bolest može prouzrokovati bol u grudima, nedostatak daha i kašalj.
Bolest je endemična u zemljama gde je razvijeno stočarstvo, pogotovo odgajanje ovaca: južnoj Australiji, Novom Zelandu, Africi, Južno Americi, Srednjem i Dalekom istoku i zemljama Sredozemnog mora kao što su Kipar, Grčka, Španija, pa i Srbija.

## Istorija
Prvi radovi o cističnoj ehinokokozi potiču još od Hipokrata, pet vekova pre nove ere, koji je ovu bolest opisao kao „jetru puna vode“. 
Krajem 18. veka otkriven je uzročnik bolesti. 
Terapija lekovima započeta je 1977, a drenaža ehinokokne ciste jetre 1985 godine, što znači da se sa efikasnom terapijom već više milenijuma poznate bolesti započeto praktično tek odnedavno. To je velika retkost za najveći broj sadašnjih bolesti, gde neka vrsta lečenja datira i više vekova unazad.

## Epidemiologija
Bolest se javlja u čitavom svetu. Na čoveka bolest najčešće prenosi pas. Registruje se kod osoba starosti od 3 do 86 godina. 
Učestalost oboljenja u najvećem broju zemalja u svetu kreće se od 1 do 10/100.000 (u bivšoj SFRJ bila je 4,8/100 000), dok npr. u Keniji iznosi 220/100.000 stanovnika.

## Etiopatogenez
Larva echinococcus-a granulosusa- ili pseće pantljičare ima dva ciklusa koji obuhvataju definitivnog domaćina (psa) i intermedijarne domaćine, kao što su ovca i čovek. Bolesni pas izlučuje parazitna jaja putem stolice ili pljuvačke u spoljašnju sredinu, kontaminirajući zemljište, hranu i vodu. Čovek se inficira ekskretima psa, najčešće u detinjstvu.
Pod uticajem želudačne kiseline i digestivnih enzima, embrion se oslobađa hitinske opne, prolazi kroz mukozu tankog creva i preko sistema vene porte dospeva u jetru. Zadržani embrion, ako u uskim sinusoidama ne bude uništen makrofagima, postepeno se razvija u cistu, koja progresivnim rastom tokom više godina (do 1 cm godišnje), moće da dosegne maksimalni promer od 25 cm, i da sadrže nekoliko litara tečnosti. Rast ciste može da traje i 20-30 godina, a najstarija ehinokokna cista kod čoveka živela je 53 godine.
Embrion krvotokom može da dospe nakon ingestije, jaja u bilo koji organ ili tkivo čoveka, ali najčešće završavaju u jetri (65–75%) ili plućima (20%). Retko dospevaju u mozak (1%), ali je ta lokalizacija mnogo opasnija, jer je smrtnost daleko veća nego kod drugih lokalizacija ciste.
Ehinokokne ciste mogu da budu solitarne ili multiple.

## Klinička slika
Klinička slika oboljenja ima osobine sporo rastućeg tumora, te je bolest dugo asimptomatska, ili se ispoljava u vidu kompresivnog sindroma, a ponekad i alergijskim reakcijama, jer brojni antigeni oslobođeni iz hidatidne ciste mogu da izazovu i anafilaktičku reakciju.
Kasnije, simptomi i znaci zavise od lokalizacije i veličine ciste. Velike ciste uzrokuju hepatomegaliju, tup bol ispod desnog rebarnog luka, žuticu (ikterus), (izazvanu komprimujom holedohusa), mučninu i povraćanje. Komprimovano tkivo jetre pokazuje holestazu, kongestiju i atrofiju.

## Dijagnoza
Dijagnoza cistične ehinokokoze često je slučajna u toku dijagnoze drugih bolesti ili stanja. Najčešće se postavlja radiološki, ultrasonografski, kompjuterizovanom tomografijom, magnetnom rezonancom i detekcijom specifičnih antigena u serumu.

## Terapija
Terapija se sprovodi hirurški, perkutanom drenažom i antihelminticima, i to samostalno ili u kombinaciji sa hirurškim zahvatom ili perkutanom drenažom ciste. 
Hirurška eradikacija ehinokokne ciste najčešći je izbor u lečenju oboljenja, a naročito ako se radi o velikim, multilokularnim cistama, o komplikacijama ili kod lokalizacija u vitalnim organima (pluća, CNS, kič- mena moždina, srce, kosti). 
Najveća opasnost kod hirurškog tretmana je diseminacija sadržaja ciste. 
Perkutana drenaža danas je terapija izbora kod dobro selektovanih bolesnika. Ako ne mogu da se sprovedu navedeni načini lečenja, primenjuju se antihelmintici (albendazol, mebendazol ili prazikvantel).Oni su nezaobilazni i kod hirurških zahvata i perkutane drenaže, i tada se daju tokom nekoliko ciklusa pre i nekoliko ciklusa posle tih zahvata, značajno povećavajući njihovu efikasnost. Antihelmintici se daju pojedinačno, ali u poslednje vreme sve češće i u kombinaciji (npr. albendazol i prazikvantel).

## Komplikacije
Komplikacije cistične ehinokokoze su vezane za rupturu ciste u trbušnu duplju sa razvojem peritonitisa i anafilaktičkog šoka, a moguća je i ruptura u žučne vodove sa izraženom zastojnom žuticom i rekuretnim holangitisom.
Retke su rupture ciste kroz prečagu (dijafragmu) u pleuralni prostor (plućnu maramicu) ili u trabeobronhijalno stablo.
Moguća je i sekundarna bakterijska infekcija ciste sa stvaranjem apscesa.

## Prognoza
Efikasnost terapije ehinokokne ciste retko kada je potpuna, odnosno 100%. Bez obzira na mono- ili kombinovanu terapiju, efikasnost izlečenja, registrovana posle dve godine, kreće se od 20% do 60%, uz moguću pojavu recidiva. Razlozi tome su još nedovoljno poznavanje biologije E. granulosus-a, njegovih veza sa imunom odgovorom domaćina i značaja sniženja, odnosno povišenja nivoa pojedinih citokina u toku bolesti, kao i nedovoljna efikasnost sadašnjih antihelmintika

## Spoljašnje veze
- Cistična ehinokokoza - prikaz knjige Dragana Mikića

|  | Molimo Vas, obratite pažnju na važno upozorenje u vezi sa temama iz oblasti medicine (zdravlja). |